# Yasuhito Suzuki
Yasuhito Suzuki (鈴木 康仁 Suzuki Yasuhito?,  nacido el 19 de diciembre de 1959 en Osaka) es un exfutbolista japonés que se desempeñaba como guardameta.
En 1980, Suzuki jugó 4 veces para la Selección de fútbol de Japón.

## Trayectoria

### Clubes
| Club          | País  | Año         |
| ------------- | ----- | ----------- |
| Yanmar Diesel | Japón | 1978 - 1982 |

### Selección nacional
| Selección | País  | Año  |
| --------- | ----- | ---- |
| Absoluta  | Japón | 1980 |

## Estadística de equipo nacional
| Selección de Japón | Selección de Japón | Selección de Japón |
| Año                | Part.              | Goles              |
| ------------------ | ------------------ | ------------------ |
| 1980               | 4                  | 0                  |
| Total              | 4                  | 0                  |

## Palmarés

### Títulos nacionales
| Título              | Club          | País  | Año  |
| ------------------- | ------------- | ----- | ---- |
| Japan Soccer League | Yanmar Diesel | Japón | 1980 |